# 真珠 (お好み焼き店)
真珠（しんじゅ）は、岡山県岡山市東区の国道250号沿いに位置するお好み焼き店。ロボットの居るお好み焼き店として注目を浴びた。

## メニュー
関西風お好み焼きを主とした店であり、屋外の看板にも明記されている。お好み焼きの他には焼きそば・焼きうどんやその派生メニューが、ドリンクではコーラ・ビール・ジュースが取り扱われている。お好み焼きにはトウモロコシ・チーズ・餅のトッピングが可能。壁に掲示されたメニュー一覧の下には「お好み焼きのおいしい焼き方」と称して指示が掲示されている。

## ロボット
店内ではロボットがウェイターとして活用されているが、Pepperのような本当の意味でのロボットが客とコミュニケーションを取るわけではない。店内インテリアには部屋の中央を走るレーンがあり、水やおしぼり・注文したメニューの具材や調味料は「イラッシャイマセ」と喋るロボット装置が調理場から鉄板横までレーン上を移動して運搬する。ロボットは映画『スター・ウォーズ』シリーズに登場するロボットR2-D2を彷彿とさせ、東京ディズニーリゾートを思わせるミニーマウスの帽子を着用している。転倒を防ぐため、ロボット本体には接触しないよう注意喚起が綴られている。
接客にロボット装置が使われ始めたのは2018年時点から約40年前のことで、幅広い年齢層の客から親しまれている。2010年代後半からはインターネット上で話題を見聞きした観光客が訪れることもある。